# PTS-2
Das PTS-2 (russisch ПТС-2, Плавающий транспортёр средний -2 auf dt.: mittlerer schwimmender Transporter 2) ist ein kettengetriebenes amphibisches Landungsfahrzeug aus sowjetischer Produktion. Es ist die zweite Version der PTS-Reihe, dessen erste Variante aus den 1960er-Jahren stammte.

## Entwicklung
Die Entwicklung des PTS-2 als Nachfolger des PTS wurde 1973 von der Lokomotivfabrik Luhansk betrieben und in ab Mitte der 1970er-Jahre eingeführt. Die wichtigsten Konstrukteure waren S.P. Filonow und V.P. Koldow. Ziel dieser Weiterentwicklung war es, mit der gesteigerten Nutzlast Militär-LKW, Artillerie mittleren Kalibers und Soldaten über Wasserflächen zu transportieren. Der PTS-2 wurde in diverse Mitgliedsstaaten des Warschauer Paktes und Länder des Nahen Ostens exportiert und befindet sich noch heute im Einsatz. In den 1980er-Jahren wurde der geringfügige Nachfolger PTS-3 entwickelt, der allerdings nur in geringen Stückzahlen produziert wurde.
Im Jahr 2009 beschloss das russische Verteidigungsministerium, den PTS-2 durch den grundlegend modernisierten Nachfolger PTS-4 zu ersetzen.

## Technik

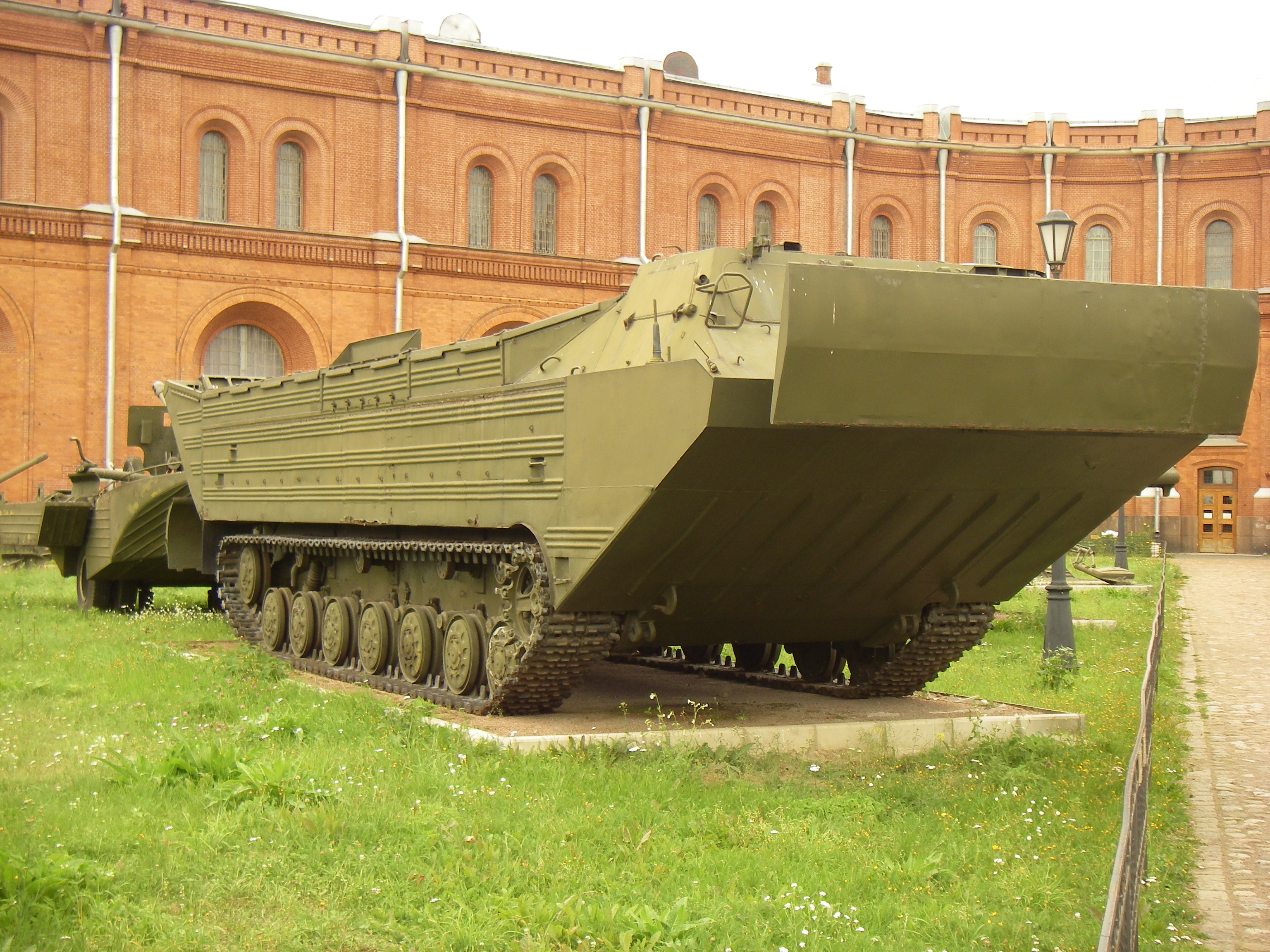
PTS-2 mit umgeklapptem Schwallbrett

Das Fahrgestell des PTS-2 basiert auf dem T-64-Chassis, hat aber eine zusätzliche Laufrolle pro Seite. Die Motorisierung besteht aus einem wassergekühlten Zwölfzylinder-V-Motor des Typs W-46-5, der auch bei anderen sowjetischen Fahrzeugen verbaut war. Das Antriebsaggregat hat einen Hubraum von 38,88 Litern und erbringt eine Leistung von 710 PS (522 kW). Das im Winter beheizte Führerhaus ist leicht gepanzert (Schutz gegen 7,62-mm-Projektile) und hat, anders als der PTS-M eine Tür zur Ladefläche. Als Bewaffnung verfügen einige PTS-2 über ein 7,62-mm-PKB-Maschinengewehr. Zum Schutz der Besatzung verfügt das Kettenfahrzeug über eine ABC-Schutz- und Belüftungsanlage, wodurch die Durchhaltefähigkeit in mit ABC-Kampfmitteln kontaminierten Gebieten sichergestellt werden soll. Am Heck, unterhalb der Heckrampe des Fahrzeuges, sind zwei Propeller mit Rudern verbaut, die das Fahrzeug im Wasser auf maximal 11,7 km/h beschleunigen, wenn es voll beladen ist. Als erstes Fahrzeug der PTS-Reihe ist der PTS-2 seegehend. Dafür wurde ein Lenzsystem besteht aus zwei Pumpen mit hoher Förderleistung, ein verlängertes Auspuffsystem und ein Kreiselkompass verbaut. Zusätzlich befindet sich am Heck des Fahrzeuges ein Stützschild, das hydraulisch absenkbar ist und während des Be- und Entladevorganges stabilisierend wirken sowie im Wasser die Schwimmeigenschaften optimieren soll. Der PTS-2 ist ohne Vorbereitung schwimmfähig, lediglich das Schwallbrett am Bug muss für das Durchqueren eines Wasserhindernisses umgeklappt werden.

## Ladekapazität
Die flache Ladefläche ohne Spurbahnen beträgt etwa 23,6 m² (8,23 m × 2,87 m) gegenüber 20,5 m² (7,9 m × 2,6 m) beim PTS-M. Der PTS-2 kann bis zu 75 Personen oder ein Fahrzeug in der Größenordnung eines Militär-LKW (z. B. Ural-4320) transportieren. Die maximale Tragfähigkeit im Wasser und an Land beträgt 12 Tonnen, somit ergibt sich eine maximale Gesamtmasse von 36 Tonnen. Das Be- und Entladen erfolgt mithilfe einer absenkbaren Heckrampe, die mit einer Handkurbel bewegt wird. Zur Ladeunterstützung verfügt das Fahrzeug über eine Winde. Zusätzlich wurde der schwimmfähige einachsige Anhänger PKP entwickelt, der vom PTS-2 gezogen wurde. Beim Überqueren von Wasserflächen bewährte sich allerdings die Kombination aus PTS-2 mit PKP nicht.
Technische Daten des Anhängers PKP

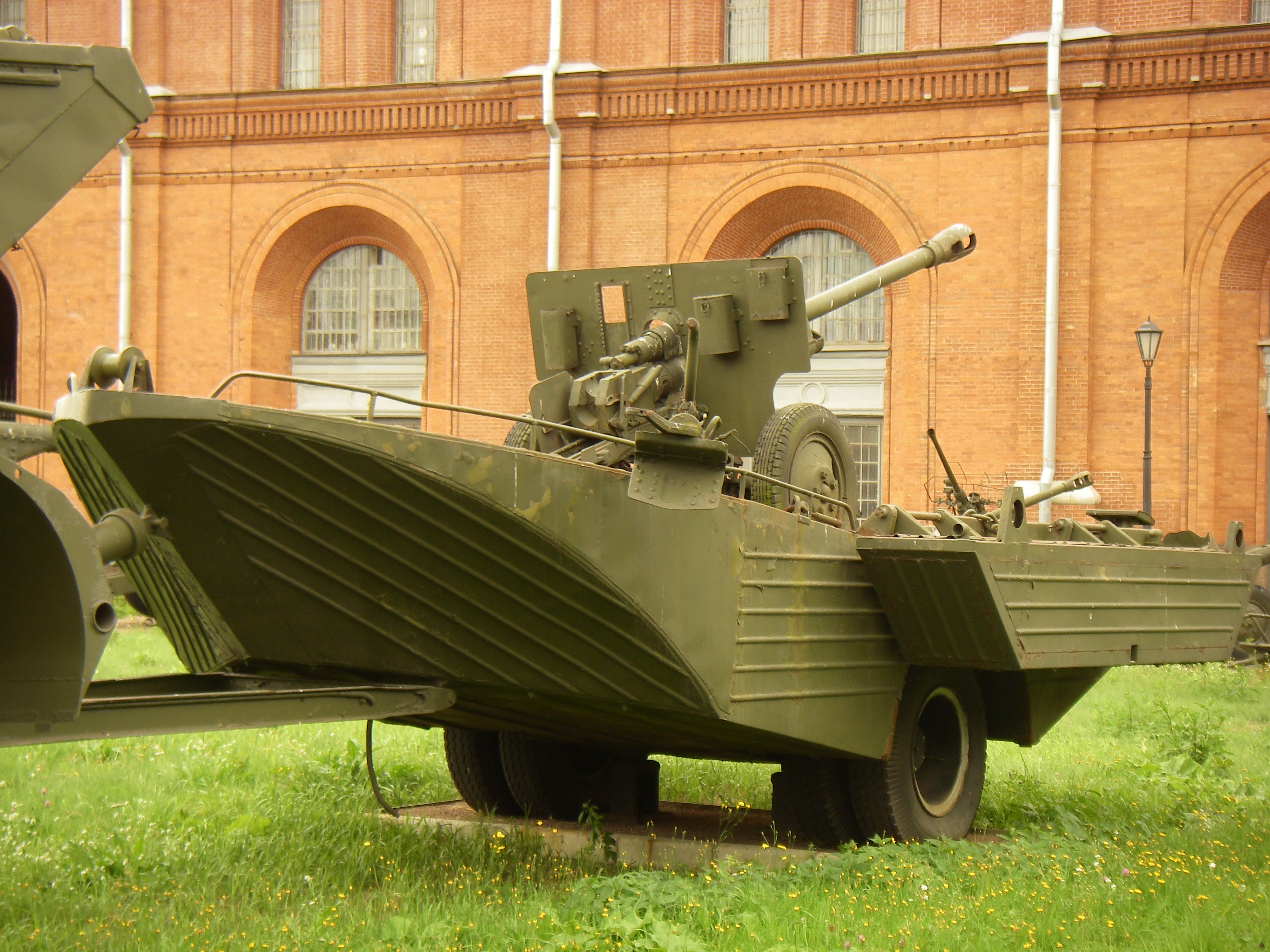
Ein PKP-Anhänger mit einer 76-mm-Divisionskanone M1942. Die beiden Schwimmkörper sind hierbei umgeklappt für den Schwimmbetrieb.

- Ladekapazität: 5 Tonnen (Transport eines Geschützes);
- Masse: 3,6 Tonnen
- Verladezeit eines Geschützes: 8 min (Verwendung der Winde nötig)
- Entladezeit: 5 min
- Abmessungen:
  - Länge mit Anhängevorrichtung: 10,3 m
  - Höhe bei umgeklappten Schwimmkörpern: 1,98 m
  - Höhe mit hochgeklappten Schwimmkörpern: 2,2 m
  - Breite bei hochgeklappten Schwimmkörpern: 2,87 m
  - Höhe bei umgeklappten Schwimmkörpern: 4,03 m